# Servet
Servet ist ein albanischer, kurdischer sowie türkischer männlicher und weiblicher Vorname arabischer Herkunft mit der Bedeutung „Vermögen, Wohlstand, (großer) Reichtum“. Der Familienname von Michel Servet ist hingegen spanischer Herkunft.

## Namensträger

### Männlicher Vorname
- Servet Çetin (* 1981), türkischer Fußballspieler
- Servet Coşkun (* 1990), türkischer Ringer
- Servet Gökçen (* 1986), türkischer Fußballspieler
- Servet Ahmet Golbol (* 1970), deutsch-türkischer Filmregisseur und Drehbuchautor
- Servet Kocakaya (* 1973), zazaischer Sänger aus der Türkei
- Servet Pëllumbi (* 1936), albanischer Politiker
- Servet Tazegül (* 1988), türkischer Taekwondoin

### Weiblicher Vorname
- Servet Uzunlar (* 1989), australische Fußballspielerin türkischer Herkunft

### Familienname
- Michel Servet (1511–1553), spanischer Arzt, Gelehrter, Humanist und Theologe
- Mustafa Edip Servet (1881–1960), türkischer Stabsoffizier, Abgeordneter und Freimaurer

## Sonstiges
- (9629) Servet, ein nach Michael Servetus benannter Asteroid des Hauptgürtels